# Bowang
Bowang (en chino, 博望; pinyin, Bówàng) es un distrito urbano bajo la administración directa de la Prefectura Maanshan en la Provincia de Anhui, República Popular China.  Su área es de 379 km² y su población total para 2010 superó los 170 mil habitantes. 

## Administración
Desde julio de 2023, el  Distrito Bowang se divide en 3 pueblos administrados como poblados.